# Sucupira-preto
Bowdichia virgilioides Kunth, conhecido popularmente como sucupira-do-cerrado, sicupira-do-cerrado, sapupira-do-campo, sucupira-preto, sucupira-açu, cutiúba, sepifirme, sucupira-amarela, sucupira-da-praia, sebepira, paricarana, jurema-mineira e acari-açu, é uma árvore nativa do Brasil, Bolívia, Paraguai, Venezuela e Guiana.
Foram descritas as seguintes variedades da espécie:
- Bowdichia virgilioides fo. ferruginea (Vogel) Yakovlev, 1972;
- Bowdichia virgilioides var. ferruginea (Vogel) Benth., 1862;
- Bowdichia virgilioides var. glabrata Benth., 1862;
- Bowdichia virgilioides fo. major (Mart.) Yakovlev, 1972;
- Bowdichia virgilioides var. pubescens (Benth.) Benth., 1862;
- Bowdichia virgilioides var. tomentosa Pilg., 1901;
- Bowdichia virgilioides fo. villosa Yakovlev, 1972.

A espécie consta na lista de ameaçadas do estado de São Paulo.

## Características
Altura de 8 a 16 metros, tronco com 30–50 cm de diâmetro. Folhas compostas pinadas com folíolos pubescentes. Flores violeta, em panículas terminais. A árvore florida é muito ornamental. Os frutos são vagens pequenas, achatadas, indeiscentes, com mais de uma semente cada. Este fato distingue a espécie da sucupira (Pterodon emarginatus), cujo fruto contém apenas uma semente, com propriedades medicinais. 
É planta pioneira, nativa de terrenos secos e pobres, decídua, heliófita, xerófita. Sua dispersão é uniforme, mas em baixa densidade, tanto em formações primárias quanto secundárias. Floresce em agosto-setembro e os frutos amadurecem a partir de outubro até dezembro (outro fator que a distingue da P. emarginatus). O desenvolvimento das plantas no campo é lento.

## Ocorrência
No cerrado do Pará, Goiás, Tocantins, Mato Grosso, Minas Gerais, Mato Grosso do Sul e São Paulo.

## Usos
A madeira é usada em assoalhos, portas e acabamentos internos. Embora seja citada na Pharmacopeia Brasileira de 1929 como tendo sua casca usada na obtenção de extrato fluido e tintura (tintura de sucupira), e a Universidade Federal do Maranhão refira a tintura de sucupira (Bavichia vergilioides no artigo, que se deve corrigir para Bowdichia virgilioides), como analgésico nos casos de reumatismo e artrose, estudos mais recentes indicam a Pterodon emarginatus como sendo a sucupira medicinal, usada na tratamento de reumatismo, diabetes e na profilaxia da esquistossomose.

### Fotos
- «Tropicos.org. Missouri Botanical Garden. 1 May 2009»